# Sepp Schellhorn

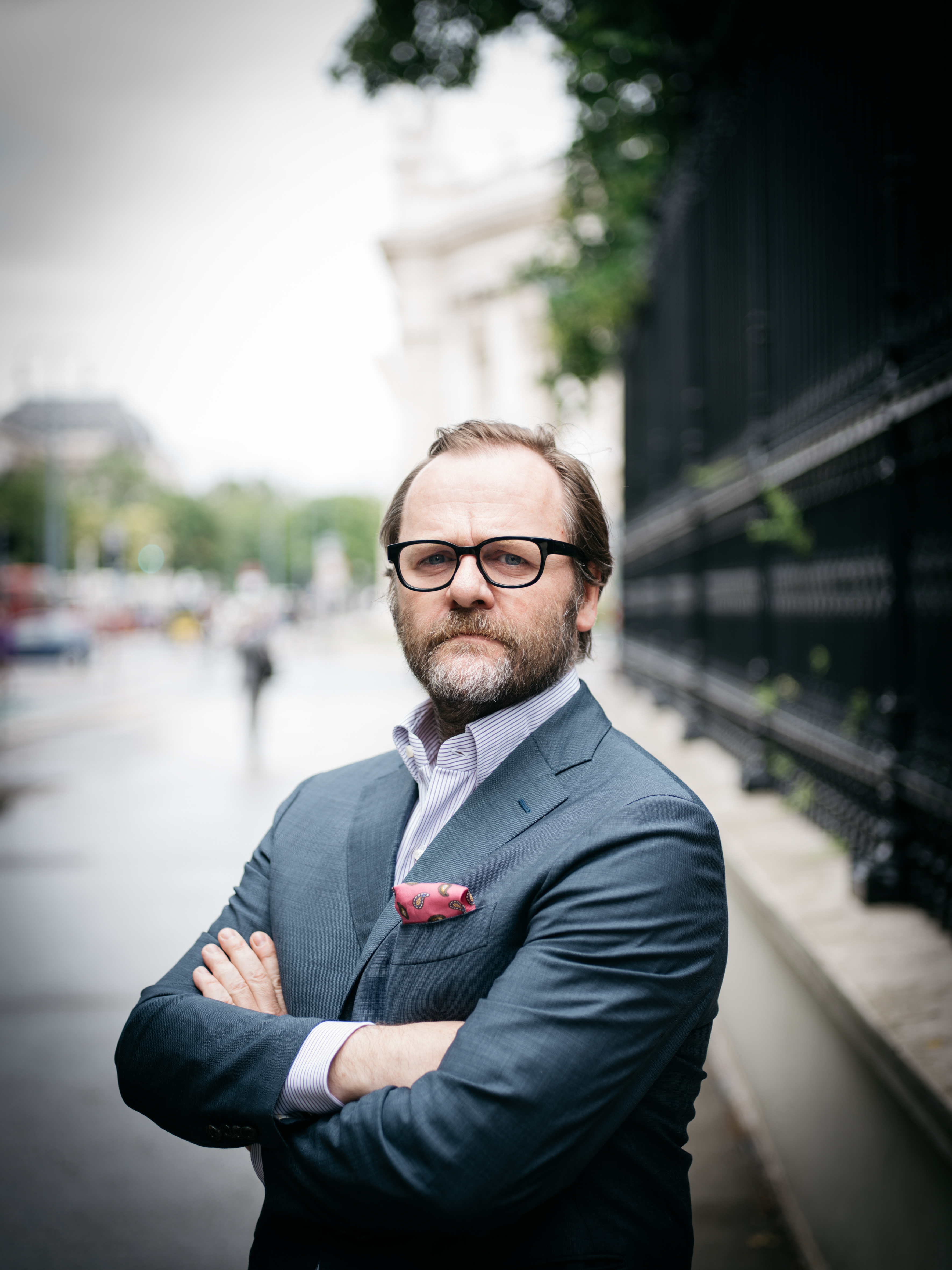
Sepp Schellhorn, 2016

Josef „Sepp“ Schellhorn (* 12. Mai 1967 in Schwarzach im Pongau, Land Salzburg) ist ein österreichischer Politiker (NEOS, vormals ÖVP), ehemaliger Unternehmer und Gastronom. Er war von 2014 bis 2021 und von 2024 bis 2025 Abgeordneter zum österreichischen Nationalrat für NEOS. Innerparteilich war er als Landesvorsitzender von NEOS Salzburg sowie von 23. Juni 2018 bis 19. Juni 2021 als stellvertretender Bundesvorsitzender von NEOS tätig.
Seit dem 3. März 2025 ist er Staatssekretär für Deregulierung im Bundesministerium für europäische und internationale Angelegenheiten unter der Leitung von Beate Meinl-Reisinger.

## Ausbildung und Gastronomie
Sepp Schellhorn wuchs in Goldegg im Pongau in einer Gastronomenfamilie auf. Nach dem Besuch der Hotelfachschule, der Ableistung des Präsenzdiensts und Auslandsengagements in den Vereinigten Staaten, Frankreich und Italien übernahm er 1996 den elterlichen Betrieb „Der Seehof“ in Goldegg am See. Als Gastronom engagierte sich Sepp Schellhorn in der freien Interessenvertretung der Hoteliers, wobei er von 2003 bis 2013 Präsident der Österreichischen Hoteliervereinigung war.
Er betrieb als gastronomischer Unternehmer die Restaurants M32 im Museum der Moderne Salzburg am Mönchsberg, den Stammbetrieb Der Seehof in Goldegg und das Angertal 1180 in Bad Hofgastein sowie die Alm Weitblick im Skigebiet von Sportgastein. Im Mai 2021 übernahm Schellhorn zudem den Bierführer in Goldegg.
2022 gründete er gemeinsam mit dem Strategieberater Vetter & Partner die Schellhorn Consultants GmbH, um Projekte um gutes Essen, Gastronomie und Hotellerie zu entwickeln. Außerdem erstellte er seit dem 18. März 2022 Koch-Kurzvideos auf den Plattformen TikTok, YouTube und Instagram und erreichte mit diesen humorvollen Videos (Sepp, was machst du?) ein großes Publikum. Nach seinem Antritt als Staatssekretär begann er, ähnliche Videos als Politiker auf einem anderen Account zu veröffentlichen. Seinen Koch-Kanal mit über 500.000 Followern betrieb er weiter. Am 4. Juni 2025 nahm er diesen nach einer Unvereinbarkeitsregelung und Kritik wegen einem Werbevideo offline.

## Politische Betätigung
Schellhorn war zunächst politisch für den Wirtschaftsbund und die ÖVP auf Gemeindeebene aktiv. Vor der Nationalratswahl 2013 wechselte er zur neu gegründeten Partei NEOS – Das Neue Österreich, wurde Landessprecher der Salzburger Neos und kandidierte auf Platz 4 der Bundesliste. Bei der Nationalratswahl erreichte Schellhorn zunächst kein Mandat im Nationalrat, weshalb er nach der Gemeindevertretungswahl im März 2014 kurzzeitig überlegte, sein politisches Engagement bei NEOS zu beenden.
Mit dem Ausscheiden von Angelika Mlinar aus dem Nationalrat durch ihren Wechsel ins Europäische Parlament rückte Schellhorn mit 1. Juli 2014 auf ihrem freigewordenen Mandat nach und wurde Wirtschaftssprecher des NEOS-Parlamentsklubs.
Am 7. Juli 2017 wurde bekannt gegeben, dass die Partei NEOS bei der vorgezogenen Nationalratswahl im Oktober 2017 als Wahlbündnis unter dem Namen NEOS – Das Neue Österreich gemeinsam mit Irmgard Griss, Bürgerinnen und Bürger für Freiheit und Verantwortung (Kurzbezeichnung NEOS) antreten werde. Sepp Schellhorn kandidierte auf der Bundesliste des Wahlbündnisses erneut für ein Nationalratsmandat und wurde wiedergewählt. In der 27. Legislaturperiode bekleidete Schellhorn die Sprecherrollen des NEOS-Parlamentsklubs für die Themenbereiche Finanzen, Wirtschaft & Industrie, Tourismus, Energie und Kunst & Kultur. Schellhorn war im ersten parlamentarischen Jahr nach der Nationalratswahl 2017 der Abgeordnete, der bei den wenigsten Abstimmungen im Nationalrat (lediglich 23,6 Prozent) anwesend war. Schellhorn engagierte sich 2015 während der Europäischen Flüchtlingskrise für die Aufnahme und Ausbildung von 36 Geflüchteten. Im Mai 2017 übernahm Schellhorn nach dem Abgang des NEOS-Abgeordneten Niko Alm dessen Vorsitz im Kulturausschuss des Nationalrats.
Bei der Salzburger Landtagswahl am 22. April 2018 führte Sepp Schellhorn als NEOS-Landessprecher die Kandidatur der Partei als Spitzenkandidat an.
Am 24. Juni 2021 gab Sepp Schellhorn seinen Rückzug aus der Politik „mit heutigem Tag“ bekannt, um sich eigenen Angaben nach wieder vermehrt auf seine unternehmerische Tätigkeit konzentrieren zu können. Seine Funktion als Landessprecher von NEOS Salzburg übernahm Landesrätin Andrea Klambauer. Sein Mandat im Nationalrat übernahm Julia Seidl, als Wirtschaftssprecher im NEOS-Parlamentsklub folgte ihm Gerald Loacker nach.
Anfang August 2023 meldete der ORF: „Während es für NEOS offenbar fix ist, macht es der Unternehmer Sepp Schellhorn weiter spannend, ob er nach seinem Politrückzug erneut für die Partei antritt. Er werde wieder für NEOS im Nationalrat kandidieren, kündigte NEOS-Chefin Beate Meinl-Reisinger (...) an.“ Ende Februar 2024 zog er anstelle von Julia Seidl erneut in den Nationalrat ein. Für die Nationalratswahl 2024 wurde er NEOS-Spitzenkandidat im Land Salzburg und auf Platz drei der Bundesliste gereiht.
Im Mai 2025 wurde er zum Landessprecher von NEOS Salzburg gewählt, er setzte sich gegen Gegenkandidat Ignacio Patt mit 37 zu 32 Stimmen durch.

## Kritik
Anfang Mai 2025 sorgte er mit einer Äußerung für Kritik, in der er eine Begegnung mit Bürgern in einem Zug schilderte. Er sei von diesen Bürgern mit Zeitungsartikeln konfrontiert worden, wonach er in seiner Funktion als Staatssekretär einen neuen Dienstwagen zusätzlich zu seinem bereits vorhandenen Dienstwagen geleast hätte. Er verglich in einer Sendung auf dem Privatsender Puls 24 die dabei gegen ihn gerichtete Wut der Bürger mit der NS-Zeit. Er fühle sich "wie vor 85 Jahren". Schellhorn entschuldigte sich tags darauf für die Aussage. Zwei nicht namtlich genannte Rechtsanwälte brachten daraufhin Sachverhaltsdarstellungen an die Staatsanwaltschaft Wien wegen des Verdachts der Verharmlosung des Holocaust gemäß §3h VerbotsG ein.

## Kulturelles Engagement
Sepp Schellhorn engagiert sich im Kulturbereich und hier insbesondere im Bereich der Literatur. Mit dem Sepp-Schellhorn-Stipendium werden seit 2011 einige Artist-in-Residence-Stipendien an Autoren und Künstler vergeben. Als Bewunderer Thomas Bernhards rief Schellhorn 2012 die alljährliche, mehrtägige Veranstaltung „Verstörungen – Ein Fest für Thomas Bernhard“ ins Leben. Zudem war Schellhorn von 2021 bis 2024 stv. Präsident der Internationalen Thomas Bernhard Gesellschaft (ITBG).

## Privatleben
Sepp Schellhorn ist Vater von drei Kindern, darunter Felix Schellhorn, der ebenso als Koch und Gastronom tätig ist. Sepp Schellhorns Bruder, der ehemalige Wirtschaftsjournalist Franz Schellhorn, leitet die liberale Denkfabrik Agenda Austria.

## Fernsehauftritte
In seiner Funktion als Gastronom war Schellhorn in mehreren Formaten des deutschen Privatsenders VOX, vor allem mit Tim Mälzer, zu sehen. So war er 2018 in der Weihnachts-Edition von Kitchen Impossible als Aufgabensteller für Mälzer und Tim Raue zu sehen, 2019 im von Mälzer moderierten Format Ready to beef! als Kontrahent von Christoph Kunz. Im März 2021 trat Schellhorn erneut als Aufgabensteller in der sechsten Staffel von Kitchen Impossible auf. Weiterhin wirkte er 2021 in der Weihnachts-Edition des Formates an der Seite des Spitzenkochs Konstantin Filippou im Duell gegen Mälzer und Raue mit. In Staffel 7 trat er im Team-Duell zusammen mit Mälzer gegen seinen Sohn Felix Schellhorn sowie Philip Rachinger und Lukas Mraz an. In der Folge vom 13. Oktober 2024 war er zudem Kochcoach der Prominenten Ross Antony, Guido Cantz und Evelyn Burdecki im Format Grill den Henssler. Im Dezember 2024 erfolgte eine weitere Teilnahme an einer Kitchen Impossible Weihnachts-Edition zusammen mit Roland Trettl,
im März 2025 abermals eine Teilnahme an Grill den Henssler, dieses Mal im Kochcoach-Special als Gegner Hensslers zusammen mit Ralf Zacherl und Elif Oskan.

## Kochbücher
- Christian Seiler (mit Sepp, Karola und Felix Schellhorn): Schellhorns Generationenkochbuch. Christian Seiler Verlag, Ziersdorf 2017
- Sepp, was machst du? : Ein richtig gutes Kochbuch. Dorling Kindersley, München 2024